# Irina Bulmaga
Irina Bulmaga (n. 11 noiembrie 1993) este o jucătoare româncă de șah născută în Republica Moldova, care a obținut titlurile de mare maestru la feminin (2012) și maestru internațional (2013).

## Biografie
Între 2001 și 2009 a câștigat mai multe campionate de șah la junioare în Republica Moldova. A câștigat trei Campionate Mondiale de Șah Școlar în 2005, 2006 și 2007. Ulterior, ea a câștigat Campionatul de Șah feminin din Republica Moldova de două ori consecutiv. 
Din 2009 ea reprezintă România. 
Între 2010 și 2013 a devenit campioana României sub 18 ani la șah clasic, rapid, blitz și dezlegări și de 3 ori campioană a României la categoria de vârstă- fete U20. În 2010, a câștigat pentru prima dată Campionatele României de șah rapid și blitz feminin. Până în 2022, a câștigat încă 4 titluri naționale la șah rapid (2015, 2016, 2018 , 2022 ) și încă unul la Blitz (2016 ). Irina a obținut 4 titluri naționale la Dezlegări (2014, 2016, 2018 , 2022 ). A devenit Campioană Europeană între femei la Dezlegări în 2015 .
La șah clasic, a devenit de 2 ori vicecampioană la Campionatul Național de Senioare (2011 , 2017) și a câștigat titlul în 2018 .
În 2014 a câștigat cea de-a șaptea ediție a Turneu Internațional „Memorialul Maria Albuleț”, care a avut loc la Brăila.
Ea a reprezentat România la opt Olimpiade de Șah (2010, 2012, 2014, 2016, 2018 , 2020 , 2022, 2024 ), fiind câștigătoarea medaliei de bronz în 2014, și, de asemenea, la șase Campionate Europeane de Șah între echipe (2011-2021   ). De asemenea, ea a reprezentat România la Campionatul Mondial Feminin pe Echipe în 2013.
Irina a câștigat Sharjah Cup for Women (Emiratele Arabe Unite) în 2018  și 2020  și primul turneu internațional feminin de șah rapid din Hail, Arabia Saudită (2019).
În 2020, a câștigat turneul FEDA WGM din insula La Palma, Spania, obținând un scor maxim de 9 puncte din 9 posibile . În 2022, a câștigat primul Memorial Capablanca feminin din Havana, Cuba.
Irina a obținut premiul 1 între femei la multiple turnee Open de șah din întreaga lume, printre care: Paleochora Open, Grecia (2016,2020,2021,2022), Cap d'Agde Open, Franța (2014, 2016)  , Portugalia Open (2018), RTU Open, Riga, Letonia (2019), Chessable Sunway Sitges Open, Spania (2022) , Dolomites Open, Italia (2023) și multe altele .
A participat la mai multe Campionate Europene Individuale feminine la șah clasic (2005, 2006, 2008, 2009, 2011-2014, 2016-2019, 2021-2025), cel mai bun rezultat al ei fiind locul 2 în 2025  .
În 2021, a participat la Cupa Mondială feminină din Soci, Rusia, iar în 202- în Baku, Azebaijan, în ambele fiind eliminată în turul 2  .
Ea a făcut parte din clubul câștigător al medaliei de argint - „CSU ASE Superbet”, jucând pe prima masă la Cupa Europeană a Cluburilor din Mayrhofen, Austria, 2022 . În 2023, alături de același club, a câștigat medalia de aur în Durres, Albania , iar în 2024- bronzul, în Serbia. 
Din 2012, Irina e o prezență constantă în Top 100 cele mai bine cotate femei din lume  și din decembrie 2016 până în ziua de astăzi – cea mai bine cotată femeie din România  .
Sora ei, Elena Bulmaga, este tot jucătoare de șah.